# Arachosinella oeroegensis
Espèce
Arachosinella oeroegensis est une espèce d'araignées aranéomorphes de la famille des Linyphiidae.

## Distribution
Cette espèce se rencontre en Mongolie, en Russie en Sibérie, au Kazakhstan et au Kirghizistan.

## Description
Les mâles mesurent de 1,5 à 1,6 mm.

## Étymologie
Son nom d'espèce, composé de oeroeg et du suffixe latin -ensis, « qui vit dans, qui habite », lui a été donné en référence au lieu de sa découverte, l'Örög Nuur.

## Publication originale
- Wunderlich, 1995 : Linyphiidae aus der Mongolei (Arachnida: Araneae). Beiträge zur Araneologie, vol. 4, p. 479-529.